# A+ (programozási nyelv)
Az A+ magas szintű, interpretált, tömbalapú programozási nyelv (esetenként vektoros nyelvnek mondják), mely az A nyelv leszármazottja. Az A nyelvet az APL nyelv lecserélésére fejlesztette ki Arthur Whitney, majd később a Morgan Stanley-nél fejlesztették tovább, így kialakítva az A+ programozási nyelvet. Az A+ matematikai, statisztikai és gazdasági alkalmazási területekre lett fejlesztve. Elsősorban Unix variánsokra fejlesztették.

## Terminológia
A nyelv a mai modern nyelvekhez képes más terminológiát alkalmaz. Függvénynek nevez mindent, ami adatokon végez műveletet. Operátornak, ami egy (vagy két) függvényt kap paraméterül, és függvénnyel tér vissza.
Megkülönbözteti a függvényeket argumentumszámaik alapján:
| Elnevezés | Értelmezés                        | Példa  |
| nilladic  | nincs argumentuma a függvénynek   | f{}    |
| monadic   | egy argumentuma van a függvénynek | f{1}   |
| dyadic    | kétargumentuma van a függvénynek  | f{1;2} |

## Szintaxis
Mivel az A+ az APL leszármazottja, így örökölte annak különleges karakterkészletét, mely lehetővé teszi a matematikai szimbólumok megjelenítését. Például:
```
      1 ÷ 3
0.3333333333

```

Az APL-től eltérően viszont lehetőség van más bemeneti módokban is megírni a programot, ezek az alábbiak:
- APL
- ASCII
- UNI

Ezek közül csak az APL módban van szükség a speciális betűtípusra. Így az előbbi példa ASCII módban a következő:
```
      1 % 3
0.3333333333

```

Egy másik fontos különbség a mai modern nyelvekhez képest, hogy a műveleteknek a kiértékelési sorrendje nem követi a matematikai precedenciát. A kiértékelésük minden esetben jobbról balra történik. Példa:
```
      1 ÷ 4 - 1
0.3333333333

```

Az egy, illetve két paraméterrel rendelkező függvények esetén lehetőség van azokat infix írásmóddal is meghívni. Példa:
```
      g 1 f 2

```

Mely ekvivalens a következővel:
```
      g{f{1;2}}

```

## Külső hivatkozások
- A+ Development.org Archiválva 2011. február 16-i dátummal a Wayback Machine-ben Hivatalos weboldal
- Girardot, Jean-Jacques (1990). „The A+ programming language, a different APL”. APL '90 Conference proceedings on APL 90: for the future, New York, 149–160. o. DOI:10.1145/97808.97621.